# Elizabeth Adela Forbes

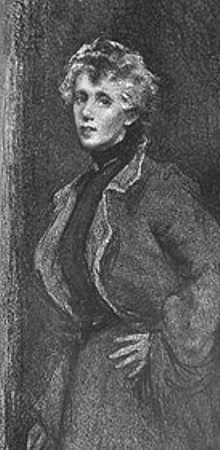
Selbstporträt (um 1900)

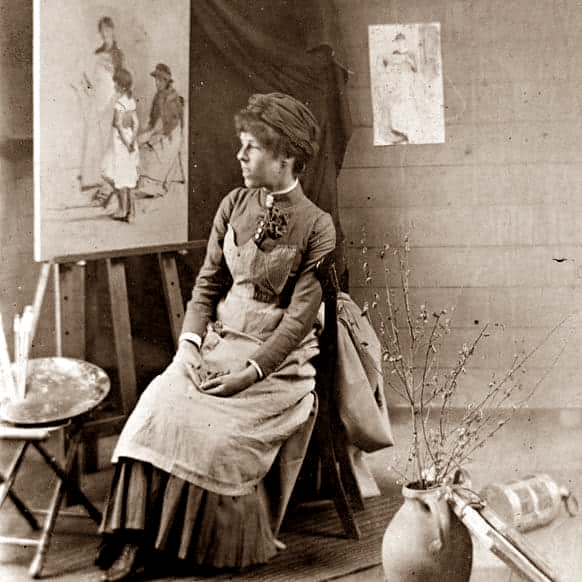
Elizabeth Forbes in ihrem Studio (um 1890)

Elizabeth Adela Forbes (geborene Armstrong, * 29. Dezember 1859 in Kingston, Ontario; † 16. März 1912 in Newlyn, Cornwall) war eine kanadische Malerin des Spätimpressionismus und wichtige Vertreterin der Newlyn School, einer Künstlerkolonie des späten 19. und frühen 20. Jahrhunderts. Sie arbeitete mit deckenden Wasserfarben, Pastell- und Ölfarben, schuf aber auch Radierungen.

## Leben und Werk
Elizabeth Adela Armstrong war einzige Tochter und jüngstes Kind eines kanadischen Regierungsbeamten. Ihre Eltern ermutigten sie bereits früh in ihren künstlerischen Neigungen und ließen ihr Zeichenunterricht geben. Später entschieden sie, dass es vorteilhaft für Elizabeth wäre, wenn sie eine künstlerische Ausbildung in England erhielte. Daher zogen sie und ihre Mutter nach London, wo sie mit einem Onkel am Cheyne Walk in Chelsea ganz in der Nähe William Michael Rossetti wohnte und die South Kensington Art Schools besuchte. Sie hat ihren Vater nicht wieder gesehen, da er einige Monate später an einem Schlaganfall starb.
Etwa 1878 kehrte Elizabeth Armstrong mit ihrer Mutter nach Kanada zurück und kam bei einem Aufenthalt in New York City in Kontakt mit Künstlern aus dem Umkreis der Art Students League, von denen sie sich drei Jahre lang unterrichten ließ. Dabei gewann sie Einblick in das Schaffen von europäischen Künstlern und lernte die Freilichtmalerei kennen. Insbesondere William Merritt Chase lehrte sie die Arbeit von Jean-François Millet und Jules Bastien-Lepage bewundern und überredete sie, ihre Ausbildung in München fortzusetzen, da er München als Kunstzentrum Paris überlegen glaubte. Sie verbrachte 1881/1882 allerdings nur fünf Monate an der Akademie von Frank Duveneck in der Münchener Gegend, da sie sich nicht ernst genommen und abgelehnt fühlte.
1882 reiste Elizabeth Armstrong, begleitet von ihrer Mutter, in die Bretagne nach Pont-Aven und nahm Zimmer im Hotel des Voyageurs. Ihre Mitstudenten von der Art Students League in New York hatten sie nämlich bestärkt, diese Stadt und ihre Künstlerkolonie zu besuchen. Hier begann sie, die lokale Bevölkerung als Modelle zu verwenden, und sandte ihre Werke dem Royal Institute of Oil Painters in London, wo sie alle bereits am Eröffnungstag verkauft wurden. Ihr späterer Mann Stanhope Forbes malte zu dieser Zeit ebenfalls in der Bretagne und wohnte in Quimperlé.
1883 kam sie zurück nach London und ging 1884 nach Zandvoort in Holland, wo sie mit The Zandvoort Fishergirl eines ihrer besten Gemälde schuf. Nach dem Sommer 1884 kam sie zurück nach London, wo sie von Walter Sickert und James Abbott McNeill Whistler die Kaltnadelradierung erlernte. Sie wurde Mitglied der Society of Painter-Etchers and Engravers und stellte in der Grosvenor Gallery und im Royal Institute of Painters in Water Colours aus.
Elizabeth Armstrong hatte von einer wachsenden Künstlerkolonie in Cornwall gehört, die als die Newlyn School bezeichnet wurde, und suchte diese 1885 erstmals auf. Dort lernte sie Stanhope Forbes kennen, traf ihn erneut im darauf folgenden Jahr und ließ sich schließlich bei ihm in Newlyn nieder. Im August 1889 heiratete das Paar in der St Peter’s Church in Newlyn. In diesem Jahr wurde ihr Ölgemälde School Is Out in der Royal Academy of Arts ausgestellt, das heute zu ihren bekanntesten Werken zählt. Im Jahre 1891 gewann sie eine Medaille bei der Internationalen Ausstellung in Paris und wurde zu einem Mitglied der Grosvenor Gallery Pastell Society ernannt. Im Jahr 1893 kam als einziges Kind ihr Sohn Alec zur Welt, der im Ersten Weltkrieg sein Leben verlor.
Nachdem Ende des 19. Jahrhunderts einige Künstler Newlyn verlassen hatten, gründeten Elizabeth Adela Forbes und ihr Ehemann 1899 die Newlyn School of Painting, an der sie Studenten und Freunde unterrichteten. Dadurch konnte eine neue Generation von Künstlern in die Gegend um Newlyn gezogen werden. 1900 wurde die Künstlerin zum Mitglied der Royal Watercolour Society gewählt. 1904 schrieb sie ein Buch mit dem Titel King Arthur’s Wood und illustrierte es mit Märchenszenen im Stil des Präraffaelismus. Ab 1907 beteiligte sie sich an der Gestaltung von Paperchase, einer von Künstlern der Newlyn School herausgegebenen Zeitschrift. Daneben engagierte sie sich als Mitglied der Newlyn Artists’ Dramatic Society, die von Percy Robert Craft geleitet wurde, und nahm auch sonst intensiv am Künstlerleben in Newlyn teil.
1912 verstarb die Künstlerin im Alter von 52 Jahren. In ihrem kurzen Leben hatte sie mehr Gemälde ausgestellt als ihr Mann Stanhope Forbes und wurde in ihrem Nachruf als Queen of Newlyn bezeichnet. Eine Auswahl ihrer Arbeit befindet sich im Penlee House in Penzance, wo eine repräsentative Sammlung der Arbeiten von Künstlern der Newlyn School zu sehen ist.

## Galerie

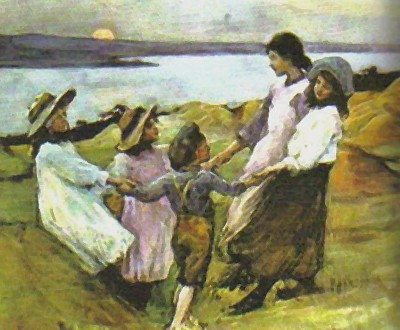
Ring A Ring O'Roses (1880)
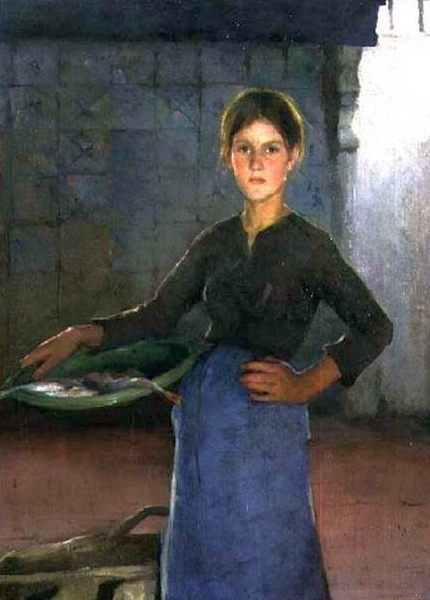
The Zandvoort Fishergirl (1884)
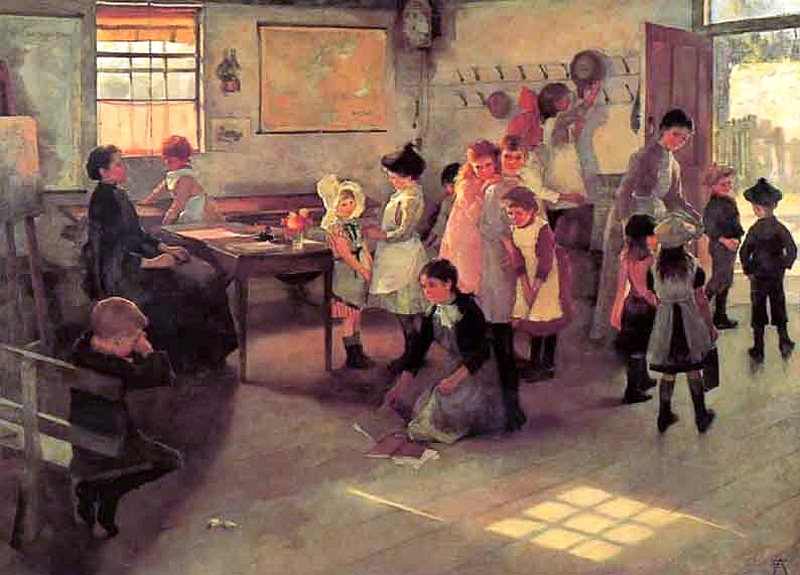
The School Is Out (1889)
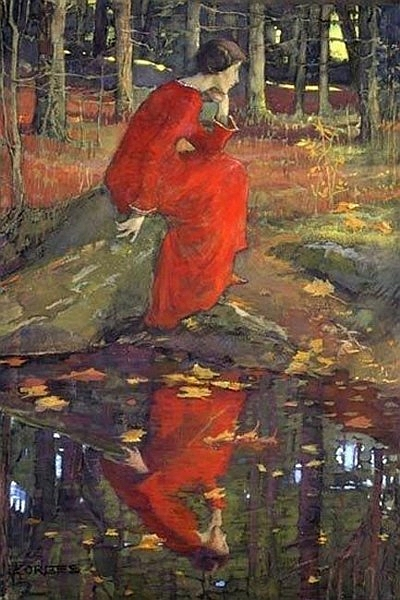
The Leaf (1897/1898)
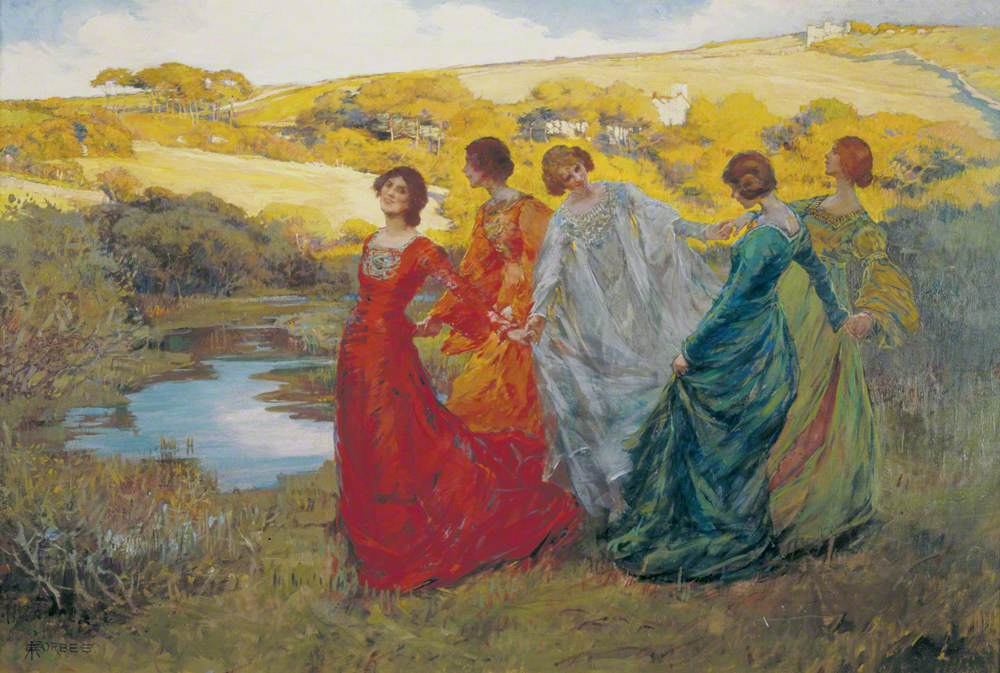
On A Fine Day (1903)
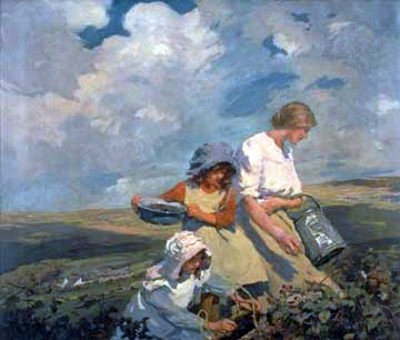
The Blackberry Gathering (1912)